# Fotáda
Fotáda är en ort i Grekland.   Den ligger i prefekturen Trikala och regionen Thessalien, i den centrala delen av landet, 250 km nordväst om huvudstaden Aten. Fotáda ligger 119 meter över havet och antalet invånare är 499.
Terrängen runt Fotáda är platt österut, men västerut är den kuperad. Terrängen runt Fotáda sluttar österut. Runt Fotáda är det tätbefolkat, med 735 invånare per kvadratkilometer. Närmaste större samhälle är Trikala, 7,1 km öster om Fotáda. Trakten runt Fotáda består till största delen av jordbruksmark.